# آرتشي ماونتباتن وندسور
آرتشي هاريسون ماونتباتن-وندسور (بالإنجليزية: Archie Harrison Mountbatten-Windsor) (من مواليد 6 مايو 2019) وهو الطفل الأول لهاري دوق ساسيكس، وميجان دوقة ساسيكس. وهو السادس في ترتيب العرش البريطاني. لا يحمل أي لقب ملكي وإنما يُدعى بالسيد آرتشي ويحمل الجنسيتين البريطانية والأمريكية.

## الولادة
ولد ماونت باتن وندسور في الساعة 05:26 بتوقيت جرينتش (04:26 UTC) في 6 مايو 2019.ولد في مستشفى بورتلاند- لندن. أُضيأت العديد من المعالم بألوان مختلفة للاحتفال بولادته، بما في ذلك شلالات نياغارا وبرج سي إن وعين لندن. عُرض لأول مرة على الجمهور في أثناء مقابلة والديه مع الصحافة في قلعة وندسور بعد يومين من ولادته. في نفس اليوم، أعلن أن اسمه هو ارتشي هاريسون ماونتباتن-ويندسور. آرتشي هو اسم مصغّر ل «أرشيبالد»، بمعنى «جريء» أو «شجاع»، في حين أن هاريسون أو «ابن هاري» أو «ابن هنري» يعني راعي.
ينحدر ماونتباتن وندسور من العائلة المالكة البريطانية وعائلة سبنسر من جانب والده أما من جانب الأم، فهو ذو عرق أمريكي من أصل أفريقي، ألماني، إنجليزي، وأصل أيرلندي. الطفل هو مواطن من المملكة المتحدة والولايات المتحدة.

## الألقاب والخلافة
أحد أحفاد الملكة إليزابيث الثانية، ماونتباتن وندسور هو السادس على خط الخلافة على العرش البريطاني، خلف والده. كما أنه وريث لدوقية والده من ساسكس. يسبق دوق ساسكس في خط الخلافة على العرش شقيقه (أمير ويلز)، وأطفال أخيه الثلاثة. نظرًا لأن هاري هو الابن الأصغر للملك تشارلز الثالث، فإن ابنه ليس تلقائيًا أميرًا للمملكة المتحدة أو السمو الملكي، وكان من المتوقع أن يتم تصميمه «مثل أطفال أي دوق آخر». كان من الممكن أن يعرف ماونتباتن وندسور باسم إيرل دمبارتون، حيث يحق له استخدام أحد ألقاب والده الفرعية كعنوان مجاملة. ومع ذلك، قرر والداه عدم إعطائه لقباً، وسيُعرف باسم «سيد ارتشي».

## الروابط الخارجية
- ارشي مونتباتن وندسور على موقع العائلة المالكة

| آرتشي ماونتباتن وندسور بيت ويندسورولد: 6 مايو 2019 |                                   |                |
| خطوط الخلافة                                       |                                   |                |
| سبقه هاري دوق ساسيكس                               | ترتيب العرش البريطاني 7th in line | تبعه />{{{1}}} |